# .ag
.ag is het achtervoegsel van domeinnamen in Antigua en Barbuda. .ag-domeinnamen worden uitgegeven door de University of Health Sciences Antigua, School of Medicine, die verantwoordelijk is voor het topleveldomein '.ag'.